# Одрински глас
„Одрински глас“ (изписване до 1945 година: Одрински гласъ) с подзаглавие Орган на Одринските благотворителни братства е български вестник, излизал в София, България, в 1908 година. Печата се в печатницата „Гавазов – Чомонев“, както и във „Витоша“ на Г. Богданов и „Гражданин“.
| Годишнина | Броеве | Дата                         |
| --------- | ------ | ---------------------------- |
| I         | 1 – 24 | 12 януари 1908 – 16 юли 1908 |

Издаването на вестника е решено на Пловдивския конгрес на тракийските дружества (26 – 28 октомври 1907). Редактор и издател на вестника е Ангел Томов, като в редакцията участва и Ангел Попкиров, а във вестника пишат още Павел Делирадев и Никола Стойнов – Новус. Вестникът се печата в печатницата „Витоша“ на Г. Богданов & Cie. Вестникът се издържа със собствени средства от касиера на Съюза на одринските дружества Стамо Урумов, който похарчва 2000 лева за него.
Вестникът е на левичарски, антиреволюционни позиции – нарича Илинденско-Преображенското въстание „безразсъдно и с нищо неоправдано“, излиза с редакционна статия „Долу четничеството“, и застъпва позицията, че разрешаването на македоно-одринския въпрос трябва да се търси в общата демократизация на Османската империя. Така „Одрински глас“ влиза в остра полемика с органа на десницата на бившата ВМОРО „Илинден“, стоящ на умерени български националистически позиции и конкретно с Климент Шапкарев, пишещ под псевдоним Август.
Страниците на вестника използват дейците на Струмишкия революционен окръг начело с Христо Чернопеев, за да критикуват решенията на Кюстендилския конгрес на ВМОРО и в крайна сметка да се присъединят към серчани.
На Одринския конгрес на Одринския революционен окръг (31 август – 1 септември 1908) е решено да се издава „Одринска заря“.